# Paul Reynaud
Paul Reynaud (ur. 15 października 1878, zm. 21 września 1966) – polityk francuski, premier rządu Republiki Francuskiej i minister spraw zagranicznych od 21 marca 1940 roku.

## Życiorys
Ukończył prawo na Sorbonie. W roku 1914 wybrano go po raz pierwszy w skład Izby Deputowanych. Oficjalnie był niezależnym deputowanym, związanym wszelako z umiarkowaną prawicą. Był też związany ze światem francuskiej finansjery.
W latach 30. był członkiem różnych gabinetów III Republiki, odpowiadał m.in. za resorty finansów i sprawiedliwości.
Był zwolennikiem zajęcia zdecydowanej postawy wobec rządów Hitlera. Postulował m.in. – po przeczytaniu książki majora Charles’a de Gaulle’a Ku armii zawodowej – rozbudowę i wystawienie dywizji pancernych, czemu sprzeciwił się skutecznie Édouard Daladier i generalicja.
21 marca 1940 roku zastąpił Daladiera na stanowisku premiera rządu wojennego. W skład rządu mianował zarówno marszałka Francji Philippe’a Pétaina – jako wicepremiera – ministra bez teki, jak i pułkownika (awansowanego z tej okazji na generała brygady) de Gaulle’a – jako wiceministra wojny.
28 marca 1940 podpisał porozumienie z rządem brytyjskim przewidujące, że żadne z państw nie zawrze oddzielnego pokoju z Niemcami. W następnym miesiącu poparł brytyjską interwencję w Norwegii.
20 maja 1940, pozostając premierem, przejął stanowisko ministra obrony.
Rząd Reynauda zdecydowany był kontynuować walkę z najeźdźcami hitlerowskimi. Jednakże szybkie postępy armii niemieckiej wobec niewydolności francuskiej obrony (której reformę swego czasu postulował obecny premier) i opozycji stronnictwa kapitulantów (Pétain, Pierre Laval, Adrien Marquet, Maxime Weygand) utrudniał mu zadanie. Z kolei zwolennicy walki (de Gaulle, Georges Mandel, Léon Blum) postulowali ewakuowanie się, kiedy stała się jasna przegrana w bitwie o terytorium metropolii, do Afryki północnej. Plan ten miał szanse powodzenia, ale rozbił się o veto admirała Francois Darlana. Reynaud apelował jeszcze o pomoc do prezydenta USA Franklina Delano Roosevelta, ale ten nie uczynił nic konkretnego.
16 czerwca 1940 został zmuszony do rezygnacji przez większość rządową opowiadającą się ze zawieszeniem broni, kiedy rząd schronił się w Bordeaux tracąc praktycznie kontrolę nad krajem. Prezydent Albert Lebrun mianował nowym premierem marszałka Pétaina. Równocześnie generał de Gaulle ogłosił w Londynie powstanie ruchu Wolnej Francji, który kontynuował walkę z okupantem.
We wrześniu aresztowany przez Rząd Vichy, stanął przed sądem pod zarzutem wciągnięcia Francji w wojnę (por. Proces w Riom).
Od listopada 1942 do końca wojny był więziony w hitlerowskich obozach koncentracyjnych w Mauthausen i Itter, skąd uwolniły go wojska amerykańskie.
Po wyzwoleniu został ponownie powołany w skład rządu. W roku 1948 pełnił urząd ministra finansów w rządzie premiera André Marie.
Był przeciwnikiem powrotu do władzy de Gaulle’a w roku 1958. W roku 1962 sprzeciwiał się koncepcjom ustrojowym generała.
De Gaulle chciał, aby jego dawny polityczny protektor został przewodniczącym Zgromadzenia Narodowego w roku 1958, ale ostatecznie wybrano na to stanowisko Jacques’a Chaban-Delmasa.